# Louhans
Louhans – miejscowość i gmina we Francji, w regionie Burgundia-Franche-Comté, w departamencie Saona i Loara.
Według danych na rok 1990 gminę zamieszkiwało 6140 osób, a gęstość zaludnienia wynosiła 272 osoby/km² (wśród 2044 gmin Burgundii Louhans plasuje się na 33. miejscu pod względem liczby ludności, natomiast pod względem powierzchni na miejscu 357.).